# Gmina Szczawnica
Die Gmina Szczawnica ist eine Stadt-und-Land-Gemeinde im Powiat Nowotarski der Woiwodschaft Kleinpolen in Polen. Ihr Sitz ist der gleichnamige Kurort mit etwa 5844 Einwohnern (2016).

## Gliederung
Zur Stadt-und-Land-Gemeinde (gmina miejsko-wiejska) gehören:
- Die Stadt Szczawnica und die Dörfer
- Jaworki und
- Szlachtowa

Ortsteile sind Biała Woda, Czarna Woda, Na Brzegu und Zapustek.

## Tourismus
Auf dem Gemeindegebiet befindet sich das Skigebiet Palenica, das zum Skipassverband TatrySki gehört.

## Partnerschaften
Die Gemeinde unterhält Partnerschaften zu mehreren europäischen Städten und Gemeinden:
- Perleberg, Deutschland
- Oliveto Citra, Italien
- Lesnica, Slowakei
- Spišská Belá, Slowakei
- Chmilnyk, Ukraine
- Harkány, Ungarn.